# Filmtitel
Der Filmtitel ist in der Filmwirtschaft der Werktitel eines Kino- oder Fernsehfilms.

## Allgemeines
Er ist neben dem Filmplakat einer der wichtigsten Vermarktungsfaktoren in der Filmverwertung. Dabei ist zu unterscheiden zwischen dem Originaltitel eines Films in seiner Originalsprache und dem landesspezifischen bzw. internationalen Verleihtitel eines Films, der vom Originaltitel erheblich abweichen kann. Zudem kann es vorkommen, dass ein Film unter mehreren alternativen Verweistiteln geführt wird, zum Beispiel wenn ein Film aufgrund von Zensurauflagen oder für eine Umarbeitung vom Markt genommen wurde und später mit einem anderen Titel neu herausgebracht wird. Auch für die TV-Ausstrahlung und den Videovertrieb werden bereits veröffentlichte Filme gelegentlich unter einem neuen Titel herausgebracht. Während der Produktionsphase existiert häufig auch ein vorläufiger Titel, der sogenannte Arbeitstitel.

## Übersetzungsstrategien
| Titelidentität                    |                                                                               |
| → Beibehaltung des Originaltitels | Pulp Fiction → Pulp Fiction Dirty Dancing → Dirty Dancing                     |
| Titelanalogie                     |                                                                               |
| → Wörtlich übersetzte Titel       | The Great Dictator → Der große Diktator Prizzi’s Honor → Die Ehre der Prizzis |
| Titelvariation                    |                                                                               |
| → Abwandlung                      | Picnic at Hanging Rock → Picknick am Valentinstag Hard Target → Harte Ziele   |
| → Reduktion                       | Hero and the Terror → Hero Up at the villa → Die Villa                        |
| → Erweiterung                     | The Swarm → Der tödliche Schwarm Bowfinger → Bowfingers große Nummer          |
| Titelinnovation                   |                                                                               |
| → Neu formulierte Titel           | Above the Law → Nico Impromptu → Verliebt in Chopin                           |
| Hybridformen                      |                                                                               |
| → Einfachtitel                    | Everyone Says I Love You → Alle sagen: I love you                             |
| → Titelgefüge                     | D.O.A. → D.O.A. – Bei Ankunft Mord Night Game → Final Game – Die Killerkralle |

Traditionell wurde für den deutschen Verleih ein deutscher Filmtitel gewählt (z. B. Krieg der Sterne, 1977). Neben der reinen Übersetzung (Titelanalogie) waren zu dieser Zeit auch Neuinterpretationen des Filmtitels verbreitet (Titelinnovation), z. B. Der unsichtbare Dritte (North by Northwest, 1959). Ab den 1980er Jahren wurde teilweise auch der Originaltitel mit einem deutschen Zusatz oder Untertitel (Tagline) versehen (z. B. Beverly Hills Cop – Ich lös’ den Fall auf jeden Fall, 1984), oder die deutsche Übersetzung an den Originaltitel angefügt (z. B. La Boum – Die Fete, 1980). Neben diesen Hybridformen ist auch die Strategie der Titelvariation üblich, bei der der Filmtitel abgewandelt wird, jedoch weiterhin eine strukturelle Ähnlichkeit zum Originaltitel besitzt. Möglich sind dabei kleinere Abwandlungen wie Mehrzahlbildungen oder einzelne Wortänderungen, Reduktionen sowie Erweiterungen (vgl. Tabelle).
Die Gründe für erhebliche Abweichungen des deutschen Verleihtitels vom Originaltitel sind teilweise schwer oder gar nicht übertragbare Phrasen (z. B. Jaws → Der weiße Hai, 1975) oder Wortspiele (z. B. Lock, Stock & Two Smoking Barrels → Bube, Dame, König, grAS, 1998). Üblicherweise sollen die deutschen Filmnamen auch besonders werbewirksam sein (z. B. Lethal Weapon → Lethal Weapon – Zwei stahlharte Profis, 1987) oder, im Falle von Komödien, besonders lustig klingen (z. B. Help! → Hi-Hi-Hilfe!, 1965 oder Airplane! → Die unglaubliche Reise in einem verrückten Flugzeug, 1980).
In den letzten Jahren zeigt sich jedoch eine wachsende Tendenz hin zu nicht übersetzten (englischen) Originaltiteln (Titelidentität). Der Anteil beträgt in Deutschland mittlerweile über 50 %. Auf diese Weise wird der Wiedererkennungseffekt im globalen Filmmarkt gewährleistet, der durch die veränderte Konsumkultur von Filmen hart umkämpft ist. Voraussetzung für die Beibehaltung von englischen Originaltiteln ist die hohe Attraktivität des Englischen (vgl. auch Amerikanisierung) sowie eine Verbesserung der Englischkenntnisse in den betreffenden Kulturräumen. So gaben im Jahr 1961 22 %, 1979 41 % und 1989 bereits 58 % der deutschen Bundesbürger an, Englisch zu sprechen. Durch die Verbreitung von Computern und Internet in den letzten Jahren ist von einer weiteren Verbesserung der allgemeinen Englischkenntnisse auszugehen.
Insgesamt ergibt sich für die genannten Übersetzungsstrategien die in der Tabelle dargestellte Entwicklung in Deutschland. Dabei zeigen sich insbesondere die starken Trends des steigenden Anteils der Titelidentität und des sinkenden Anteils der Titelanalogie.
|                 | 1930er | 1940er | 1950er | 1960er | 1970er | 1980er | 1990er | 2000er |
| --------------- | ------ | ------ | ------ | ------ | ------ | ------ | ------ | ------ |
| Titelidentität  | (10 %) | 10,5 % | 08,5 % | 15,1 % | 17,7 % | 28,2 % | 42,7 % | 56,5 % |
| Titelinnovation | (25 %) | 39,5 % | 30,5 % | 38,7 % | 38,3 % | 31,1 % | 24,0 % | 21,7 % |
| Titelanalogie   | (50 %) | 28,9 % | 35,4 % | 22,7 % | 22,5 % | 15,3 % | 11,9 % | 04,3 % |
| Titelvariation  | (15 %) | 13,2 % | 19,5 % | 16,8 % | 15,8 % | 14,6 % | 11,9 % | 13,0 % |
| Hybridformen    | -      | 07,9 % | 06,1 % | 06,7 % | 05,7 % | 10,8 % | 09,6 % | 04,3 % |

## Phraseologismen
Filmtitel sind in nicht wenigen Fällen Phraseologismen, da diese wie auch Filmtitel prägnant und aussagekräftig sind bzw. sein müssen und das Interesse des Rezipienten wecken. Die zu einer festen Form verwachsene Folge von sprachlichen Bedeutungseinheiten (Phraseologismus) lässt sich in Bezug auf Filmtitel in verschiedene Klassen einteilen, die im Folgenden anhand von Beispielen erläutert werden.
Bei der Modellbildung werden Ausdrücke „nach einem [festen] Strukturschema gebildet“. Damit kann beispielsweise der Bezug zu Vorgängerfilmen hergestellt werden, zum Beispiel bei The Fast and the Furious (2001) und 2 Fast 2 Furious (2003). Mit der Zwillingsformel werden „Wörter der gleichen Wortart […] mit einer Konjunktion oder einer Präposition zu einer paarigen Formel verbunden“, etwa bei Seite an Seite (1998) oder Mr. & Mrs. Smith (2005). Zwillingsformeln sind besonders kurz und prägnant und eignen sich deshalb gut als Filmtitel. Ebenfalls verbreitet ist die Gruppe des komparativen Phraseologismus, „einem festen Vergleich, der häufig der Verstärkung eines Verbs oder Adjektivs“ dient. Ein Subjekt, zu dem ein Vergleich aufgestellt wird, ist dabei nicht unbedingt notwendig, zum Beispiel bei Wie ein wilder Stier (1980) oder Scharf wie Chili (2005). Zur besonderen Identifikation von Filmen werden häufig auch Eigennamen verwendet, etwa Roter Drache (2002) oder Der rote Kakadu (2006). Üblicherweise werden auch geflügelte Worte als Filmtitel verwendet, beispielsweise … denn sie wissen nicht, was sie tun (1955), ein Zitat, das aus der Bibel stammt. Dabei sind auch Modifikationen denkbar, um inhaltliche Elemente aus dem Film vorwegzugreifen. So liegt dem Film Ein Duke kommt selten allein (2005) das Sprichwort „Ein Unglück kommt selten allein“ zugrunde. Auf diese Weise wird suggeriert, dass dem Duke ebenfalls ein Unglück geschieht. Ähnliches lässt sich aus den Filmtiteln Dem Himmel so nah (1995) und Dem Himmel so fern (2002) ableiten.